# Congregación Ortíz
Congregación Ortíz är en ort i Mexiko.   Den ligger i kommunen Rosales och delstaten Chihuahua, i den nordvästra delen av landet, 1 200 km nordväst om huvudstaden Mexico City. Congregación Ortíz ligger 1 150 meter över havet och antalet invånare är 2 620.
Terrängen runt Congregación Ortíz är huvudsakligen platt, men västerut är den kuperad. Runt Congregación Ortíz är det glesbefolkat, med 9 invånare per kvadratkilometer. Närmaste större samhälle är Ciudad Delicias, 8,5 km sydost om Congregación Ortíz. Trakten runt Congregación Ortíz består till största delen av jordbruksmark.